# Llista d'aerolínies d'Espanya
La següent és una llista de les aerolínies espanyoles que han rebut el Certificat d'Operador Aeri per part de l'autoritat aeronàutica d'Espanya:
| Aerolínia             | IATA | OACI | Indicatiu          | Fundació |
| --------------------- | ---- | ---- | ------------------ | -------- |
| Aeronova              | OV   | OVA  |                    | 1996     |
| Air Europa            | UX   | AEA  | EUROPA             | 1986     |
| Air Nostrum           | YW   | ANE  | NOSTRUM AIR        | 1994     |
| AlbaStar              | JQ   | LAV  |                    | 2010     |
| Audeli Air            |      | ADI  | AUDELI             | 1987     |
| Binter Canarias       | NT   | IBB  | BINTER             | 1989     |
| Calima Aviación       |      | CMV  |                    | 2008     |
| Canarias Airlines     |      | RSC  | CANAIR             | 2011     |
| Evelop Airlines       |      | EVE  | EVELOP             | 2013     |
| Executive Airlines    |      | EXU  | SACAIR             |          |
| Gestair               | GP   | GES  | GESTAIR            | 1977     |
| Gestair Cargo         |      | RGN  | CYGNUS AIR         | 1994     |
| Iberia                | IB   | IBE  | IBERIA             | 1927     |
| Iberia Express        | I2   | IBS  |                    | 2011     |
| Ibertrans Aérea       |      | IBT  | IBERTRANS          | 1991     |
| Inaer                 |      | INR  | INAER HELICOPTEROS | 2005     |
| Mayoral Executive Jet |      | MYO  | MAYORAL            | 1985     |
| NAYSA                 | ZN   | NAY  | NAYSA              | 1969     |
| PAN Air               | PV   | PNR  | SKYJET             | 1987     |
| Privilege Style       |      | PVG  | PRIVILEGE          | 2003     |
| Pullmantur Air        | EB   | PLM  | PULLMANTURE        | 2003     |
| Swiftair              | W3   | SWT  | SWIFT              | 1986     |
| Volotea               | VT   | VOO  | VOLOTEA            | 2011     |
| Vueling               | VY   | VLG  | VUELING            | 2004     |
| Wondair               |      | WNR  | WONDAIR            | 2006     |
| Zorex Air Transport   |      | ORZ  | ZOREX              | 1996     |

## Aerolínies desaparegudes
| Aerolínia                         | IATA | OACI | Indicatiu      | Fundació | Cessament | Notes                                                       |
| --------------------------------- | ---- | ---- | -------------- | -------- | --------- | ----------------------------------------------------------- |
| Aerofan                           |      | CFF  |                | 2008     | 2009      |                                                             |
| Air Asturias                      | X0   | LTE  |                | 2006     | 2007      |                                                             |
| Air Comet                         | A7   | MPD  | RED COMET      | 1997     | 2009      |                                                             |
| Air Europa Express                | UX   | PMI  | AIR REGIONAL   | 1996     | 2001      |                                                             |
| Air Madrid                        | NM   | DRD  | ALADA AIR      | 2003     | 2006      |                                                             |
| AirClass Airways                  |      | VSG  | VISIG          | 2003     | 2008      |                                                             |
| Ándalus Líneas Aéreas             | EA   | ANU  | ANDALUS        | 2009     | 2010      |                                                             |
| Aviaco                            | AO   | AYC  | AVIACO         | 1948     | 1999      | Adquirida per Iberia                                        |
| BCM Airlines                      | TY   | BCM  |                | 1997     | 1997      |                                                             |
| Binter Mediterráneo               | AX   | BYM  |                | 1989     | 2001      | Adquirida per Air Nostrum                                   |
| Bravo Airlines                    | BQ   | BBV  | BRAVO          | 2004     | 2007      |                                                             |
| Centennial                        | BE   | CNA  | CENTENNIAL     | 1992     | 1996      |                                                             |
| Clickair                          | XG   | CLI  | CLICKJET       | 2006     | 2009      | Fusionada amb Vueling                                       |
| CETA                              |      |      |                | 1922     | 1929      | Integrada a CLASSA                                          |
| CLASSA                            |      |      |                | 1929     | 1931      | Nacionalitzada (sector estratègic), béns transferits a LAPE |
| Drenair                           |      | DRS  |                | 1986     | 2003      |                                                             |
| Flyant                            |      | FYA  | FLYANT         | 2006     | 2008      |                                                             |
| Flylink Express                   | VB   | FLK  | FLYLINK        | 2008     | 2010      |                                                             |
| Flysur                            |      |      | FLYSUR         | 2008     | 2008      |                                                             |
| Futura International Airways      | FH   | FUA  | FUTURA         | 1989     | 2008      |                                                             |
| Gadair European Airlines          | GP   | GDR  | GADAIR         | 2006     | 2009      |                                                             |
| Girjet                            | 8G   | GJT  | BANJET         | 2003     | 2008      |                                                             |
| Helitt                            | H9   | HTH  | ALBORAN        | 2009     | 2014      |                                                             |
| Hispania Líneas Aéreas            |      | HSL  | HISPANIA       | 1982     | 1989      |                                                             |
| Hola Airlines                     |      | HOA  | HOLA           | 2002     | 2010      |                                                             |
| Intermediación Aérea              |      | IEA  |                | 1997     | 2005      |                                                             |
| Islas Airways                     | IF   | ISW  | PINTADERA      | 2001     | 2012      |                                                             |
| Lagun Air                         | N7   | LGA  | LAGUNAIR       | 2003     | 2008      |                                                             |
| LTE International Airways         | XO   | LTE  | FUNJET         | 1987     | 2008      |                                                             |
| Líneas Aéreas Canarias            | L9   | LCN  | LAC            | 1985     | 1990      | Adquirida per Meridiana Air                                 |
| LAPE                              |      |      | LAPE           | 1932     | 1939      | Expropiada y transferida a Iberia                           |
| Meridiana Air                     | RH   | MDN  | MERIDIANA AIR  | 1990     | 1992      |                                                             |
| Mint Airways                      | IM   | MIC  | MINT AIRWAYS   | 2009     | 2012      |                                                             |
| Nort Jet                          | EL   | ENJ  | NORTJET        | 1989     | 1992      |                                                             |
| Oasis Airlines                    | OB   | AAN  | OASIS          | 1986     | 1995      |                                                             |
| Orionair                          |      | ORI  | RED GLOBE      | 2004     | 2009      |                                                             |
| Orbest Orizonia Airlines          |      | IWD  | ORBEST         | 1998     | 2013      |                                                             |
| PauknAir                          | PV   | PKN  | PAUKNAIR       | 1995     | 1998      |                                                             |
| Plaza Servicios Aéreos            |      |      |                | 2006     | 2008      |                                                             |
| Prima Air                         |      |      |                | 1996     | 1996      |                                                             |
| Pronair                           |      | PRJ  | PRONAIR        | 2007     | 2009      |                                                             |
| Quantum Air                       |      |      | QUANTUM        | 1999     | 2010      | Fundada com Aerolíneas de Baleares                          |
| Rioja Airlines                    |      |      | RIOJA AIRLINES | 2007     | 2007      |                                                             |
| Saicus Air                        |      |      |                | 2009     | 2010      |                                                             |
| Sky Service Aviation              |      | SSA  | STAR JET       |          | 2005      | Adquirida per Gestair                                       |
| Spanair                           | JK   | JKK  | SPANAIR        | 1986     | 2012      |                                                             |
| Spantax                           | BX   | BXS  | SPANTAX        | 1959     | 1988      |                                                             |
| Top Fly                           |      | TLY  |                |          | 2011      |                                                             |
| Trans-Europa Compañía de Aviación | TR   |      | TRANSEUROPA    | 1965     | 1982      |                                                             |
| Unión Aérea Española              |      |      |                | 1925     | 1929      | Integrada a CLASSA                                          |
| Universair                        | UN   | UNA  |                | 1986     | 1992      |                                                             |
| Viva Air                          | FV   | VIV  | VIVA           | 1988     | 1998      |                                                             |